# Hetényegyháza

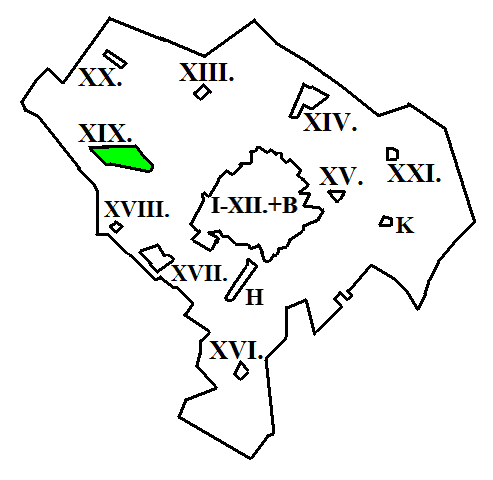
Elhelyezkedése Kecskeméten belül

Hetényegyháza Kecskemét városrésze, 1952 és 1981 között önálló község volt.

## Megközelítése

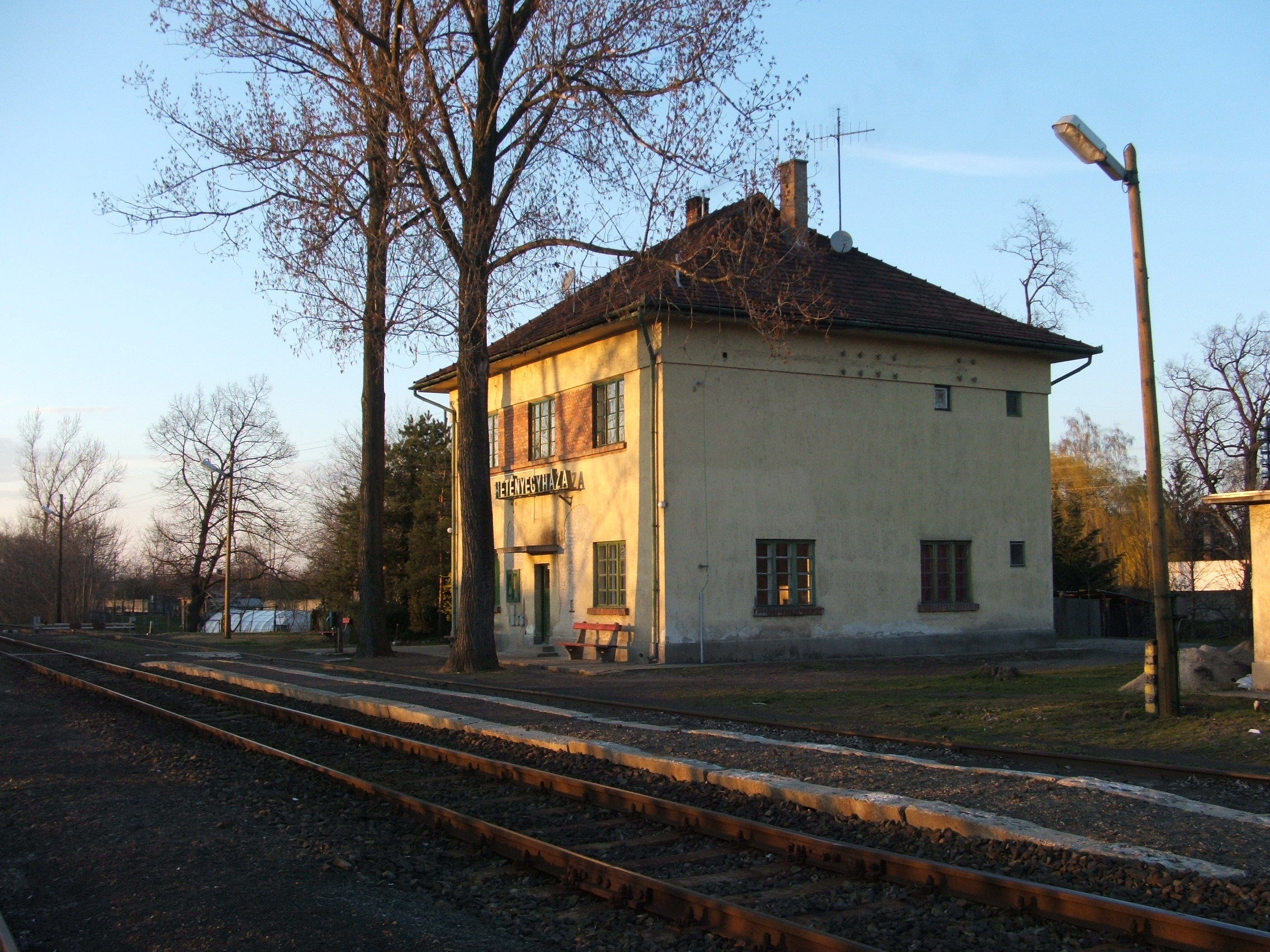
Hetényegyháza vasútállomás

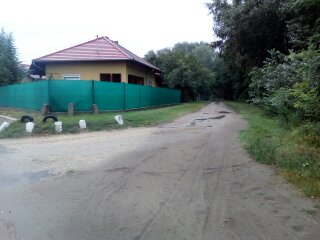
Az egykori Hetényegyháza alsó megállóhely

### Közút
Közúton a Kecskemétet Kerekegyházával összekötő 5218-as úton érhető el, ahol Kecskemét központjától mintegy 10 kilométerre északnyugatra helyezkedik el.
Közösségi közlekedéssel a városból közlekedő 15-ös, 15D, és 29-es helyi autóbuszjáratokkal, valamint a Kerekegyháza és Kunszentmiklós felé közlekedő helyközi autóbuszjáratokkal érhető el.

### Vasút
A hazai vasútvonalak közül a települést a Budapest–Kecskemét-vasútvonal érinti, amelynek itteni állomása, Hetényegyháza vasútállomás (régi nevén Kisnyír vasútállomás) a belterület északkeleti szélén helyezkedik el, Nagynyír megállóhely pedig külterületen, a lakott terület határától bő egy kilométerre északra.
E vasútvonalon a 2009 decemberi menetrendváltástól 2010. július 4-ig ideiglenesen szüneteltették a személyszállítást, azóta ismét van itt személyforgalom, de csak napi két pár személyvonat közlekedik Lajosmizse és Kecskemét között.
Az itteni vasútállomásról indult ki egykor a már megszűnt Hetényegyháza–Kerekegyháza-vasútvonal. Ezen még két megállója volt a falunakː Hetényegyháza alsó megállóhely (eredetileg ez viselte a Hetényegyháza megállóhely nevet), és már külterületen Szarkás megállóhely.

## Története
A mai Hetényegyháza területe már az Árpád-korban is lakott volt, de a település a tatárjárás során valószínűleg elpusztult. Legközelebb 1456-ban találkozhattunk Hethyneghaz néven ezzel a településsel, melyet László király egyéb pusztákkal együtt Lábatlany Jánosnak adományozott.
A terület felvirágzásához az járult hozzá, hogy a hegyvidéki szőlőket filoxéra pusztította. A Kecskemét és környékén lévő szőlő- és bortermesztés viszont fellendült, hiszen a homokos területen termő szőlőkre ez a betegség nem volt hatással. Államilag támogatott szőlőskertek jöttek létre, ám új probléma merült: a munkaerőhiány. Ezért 1902-ben Kada Elek polgármester kezdeményezésére 50 sokgyermekes család települt le a mai Hetényegyháza területén. Házat és két hold földet kaptak hosszú lejáratú kölcsönre. A város közgyűlése  szeptember 30-án Hetényegyházának nevezte el az új településrészt. A lakosság 1926-ban új házhelyeket kért a várostól, mert a régi 50 házhelyet kinőtte a városrész. Jelentős területi változás volt az 1933-as földosztás is: 160 hold nagyságú egykori erdőterületet osztottak szét szőlő és gyümölcsös telepítésének céljából. A második világháborúban az orosz csapatok 1944 októberében érték el Hetényegyházát. A visszavonuló német csapatok felrobbantották a vasútállomás vágányait.
Hetényegyháza 29 évre önállóvá vált: 1952-ben mint külterületi lakott területet másik négy, Kecskeméthez tartozó tanyaközponttal együtt (Szentkirály, Városföld, Helvécia, Ágasegyháza) egy BM rendelet önálló községgé nyilvánította. Az új település Külsőnyír, Belsőnyír (egy része), Szarkás (egy része), Úrihegy (egy része) egyesítésével jött létre. 1972-ben tárgyalások kezdődtek Hetényegyháza és Kecskemét egyesülésével kapcsolatban. Kecskemét szeretett volna az ország városait lélekszám szerint rangsoroló statisztikákban kedvezőbb helyet elfoglalni (távlati cél volt a 100 000 fős lakosság elérése), és ezzel együtt előnyösebb jogállást kivívni. Célszerűnek tűnt, hogy a korábban a városhoz tartozó területi egységek visszacsatolásával érjék el céljukat. Elképzelésük találkozott Hetényegyháza elképzeléseivel is, hiszen a község az erőteljes városiasodás és a mezőgazdasági termelés iparszerűvé válása miatt fellépő fejlesztési és korszerűsítési igényeket saját forrásból nem tudta kielégíteni, szüksége volt Kecskemét segítségére. A települést 1981-ben visszacsatolták Kecskeméthez.

## Nevének jelentése
- A településrész nevének jelentésére vonatkozó források közül nagyon fontos Anonymus honfoglalás korra vonatkozó feljegyzését vizsgálni: 
"Taksony vezér idejében Billa és Baks vezérlete alatt bolgár-törökök jöttek Magyarországra. A vezér az ország különböző vidékén földet adományozott nekik, és egy várost, amelyet Pestnek hívtak. Ugyanabban az időben arról a vidékről jött Hetény nevű, igen nemes vitéz és neki s a vezér szintén nem kevés földet és jószágot adományozott."
 A forrás alapján az állapítható meg, hogy az itt említett vezér központi szálláshelye volt ez a terület, s Hetényegyháza is az ő nevét viseli.
- Egy másik elmélet szerint szóba jöhet a személynévi eredet is, a hét számnévből eredeztethető 'Heten' névalakból.
- Más vélemények szerint az országban található Hetény települések – például az észak-magyarországi Hetény – etnikailag is kapcsolhatóak valamely népcsoporthoz.

## Látnivalók

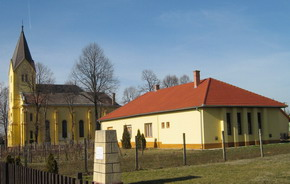
A hetényegyházi katolikus templom és parókia

- Jézus Szíve-templom
- A 48-as emlékmúzeum
- Az Aradi vértanúk emlékműve
- Szt. Hubertus kápolna
- Millecentenáriumi emlékmű
- Móricz-fa

## Természeti értékek
Hetényegyháza határában terül el a Kiskunsági Nemzeti Park felügyelete alatt álló Nyíri-erdő. A természetes erdő maradványai mellé az I. világháborút követően telepítettek különböző fafajokat (akác, nyír, erdeifenyő); így jött létre a ma mintegy 1200 ha nagyságú erdőterület. Az egész erdő vadrezervátum, gazdag fácán-, dám- és szarvas állománnyal. A Nyíri-erdőben található 48-as emlékmúzeum egész évben sok látogatót vonz, a márciusi megemlékezések fontos színhelye.

## Politika
Hetényegyháza Kecskemét 2. számú helyi választókörzetéhez tartozik. Önkormányzati képviselője a városi közgyűlésben a 2014-es önkormányzati választások óta Molnár Pál, aki a Fidesz színeiben indult.

## Közintézmények
- Móricz Zsigmond Művelődési Ház és Könyvtár
- Móricz Zsigmond Általános Iskola